# Peter Mazur
Peter Mazur (Wenen, 11 december 1922 – Lausanne, 15 augustus 2001) was een in Oostenrijk geboren Nederlands natuurkundige en hoogleraar aan de Universiteit Leiden. Hij was een van de grondleggers van de niet-evenwicht thermodynamica.

## Biografie
Mazur werd geboren in de Oostenrijks hoofdstad Wenen als zoon van de Joodse zakenman Karl George Mazur en Anna Zula Lecker. In 1931 verhuisde het gezin naar Berlijn, alwaar hij het gymnasium bezocht. Om te ontsnappen aan het opkomende nationaalsocialisme ontvluchtte het gezin Duitsland. Via Zwitserland kwamen ze terecht in Parijs. Hier genoot hij onderwijs aan het Lycée Janson de Sailly.
In 1939 verhuisden de Mazurs naar Den Haag, maar na de Duitse bezetting van Nederland in 1940 werden ze gedwongen naar Zeist te verhuizen, omdat Joden niet langs de zeekust mochten wonen. Om deportatie te ontlopen doken de Mazurs in 1942 onder. In de daarop volgende drie jaar verbleef hij, gescheiden van ouders, op verschillende boerderijen op het Drentse platteland. Een maand na de bevrijding van Nederland werd hij herenigd met zijn ouders.
Na de Tweede Wereldoorlog ging Mazur fysische scheikunde studeren aan de Universiteit Utrecht. In 1951 behaalde hij er zijn doctoraat onder begeleiding van Sybren de Groot met het proefschrift "Thermodynamique des phénomènes de transport dans l'Helium II liquide" (Thermodynamica van transport fenomenen in vloeibaar helium-II) over de superfluïde stroming van vloeibaar helium.
Na een verblijf bij Ilya Prigogine aan de Université libre de Bruxelles in Brussel en als postdoc-student aan de Universiteit van Maryland in 1953 trad hij het jaar erop als lector in dienst van de Rijksuniversiteit Leiden. Samen met de Groot, die inmiddels van Utrecht naar Leiden was overgekomen, richtte hij het Instituut-Lorentz voor Theoretische Natuurkunde op.
In 1961 werd Mazur benoemd tot gewoon hoogleraar en in 1963, toen de Groot naar Amsterdam was gegaan, tot hoogleraar-directeur van het Instituut-Lorentz dat intussen een was uitgegroeid tot een instituut van wereldfaam. Mazur bleef aan universiteit Leiden verbonden tot aan zijn emeritaat in 1988.
Naast zijn werkzaamheden in Leiden diende Mazur ook in commissies van de International Union of Pure and Applied Physics (1966-1984) en de Nederlandse Stichting voor Fundamenteel Onderzoek der Materie (1970-1985). In 1997 werd hij benoemd tot Ridder in de Orde van de Nederlandse Leeuw.

## Werk
Reeds in zijn studietijd maakte Mazur indruk op zijn hoogleraren door een oud vraagstuk over een elektrokinetisch effect op te lossen met behulp van de theorie van de Onsager-Casimir reciprociteitsrelaties. Deze theorie zou later de basis vormen van de 'thermodynnamica van irreversible processen'. Later zou Mazur een groot deel van zijn wetenschappelijke carrière besteden aan dit onderwerp.
Samen met de Groot schreef Mazur in 1962 het leerboek "Non-equilibrium Thermodynamics". Dit boek, dat vertaald werd in verscheidende talen, zou uitgroeien tot het standaardwerk op dit vakgebied.
In 1976 gaf Mazur, met Dick Bedaux en Alfonso Albano, de eerste systematische formulering van niet-evenwichtige thermodynamica voor oppervlaktes. Deze formulering openden een nieuw gebied die nog steeds in ontwikkeling is. Een andere doorbraak betrof een in 1982 gepubliceerd artikel "On the motion and Brownian motion of n spheres in a viscous fluid", waarin hij een eenvoudige wiskundige methode gaf om hydrodynamisch interacties te beschrijven tussen een willekeurig aantal deeltjes met gebruik van geïnduceerde krachten.
- Bibliothèque nationale de France: cb12383117b (data)
- Biografisch Portaal: 12241298
- Gemeinsame Normdatei: 172253519
- International Standard Name Identifier: 0000 0001 1651 7563
- Library of Congress Control Number: n83305601
- Mathematics Genealogy Project: 106062
- Nationale Bibliotheek van Tsjechië: mzk20201072048
- Nationale Bibliotheek van Israël: 987007319640605171
- Nederlandse Thesaurus van Auteursnamen: 071429700
- Système universitaire de documentation: 032889003
- Virtual International Authority File: 59165736
- WorldCat: E39PBJgHg3FVFj8mY6WW7jtVG3